# Autós gyorsasági világcsúcsok
Az autó megalkotása óta a gyártókat és a versenyzőket is izgatta az a kérdés melyik kocsi a leggyorsabb és ki éri el a legnagyobb sebességet. A kezdeti gőzhajtású és benzinmotoros autóversenyeken 20-25 kilométeres sebességre voltak képesek a gyenge konstrukciók és utak miatt. Több versenyző már a gyorsasági csúcsok felállítására vállalkozott. Az 1 kilométeres vagy 1 mérföldes távon repülőrajttal elért csúcsokat 1898 óta jegyzik.
| Dátum                | Vezető                      | Kocsimárka                | Helyszín              | Sebesség | Megjegyzés                                                                  |
| -------------------- | --------------------------- | ------------------------- | --------------------- | -------- | --------------------------------------------------------------------------- |
| 1898. december 18.   | Gaston de Chassaloup-Laubat | Jeantaud                  | Achéres               | 63,157   | Első hitelesített rekord                                                    |
| 1899. január 17.     | Camille Jenatzy             | Janatzy                   | Achéres               | 66,645   |                                                                             |
| 1899.                | Gaston de Chassaloup-Laubat | Jeantaud                  | Achéres               | 70,297   | Elektromos hajtás                                                           |
| 1899.                | Camille Jenatzy             | Janatzy                   | Achéres               | 80,321   |                                                                             |
| 1899.                | Gaston de Chassaloup-Laubat | Jeantaud                  | Achéres               | 93,724   | Elektromos                                                                  |
| 1899.                | Camille Jenatzy             | Janatzy                   | Achéres               | 105,904  | Első 100 km/h feletti                                                       |
| 1902. április 13.    | Leon Serpollet              | Gardner-Serpollet         | Nizza                 | 120,771  |                                                                             |
| 1902. augusztus 5.   | William K. Vanderbilt       | Mors                      | Albis-St. Arnoult     | 122,438  | Első IC-vezérelt                                                            |
| 1904. január 12.     | Henry Ford                  | Ford 999                  | Lake St. Clair        | 147,014  | Nem ismerte el a Francia Automobil Club                                     |
| 1904.                | Rigolly                     | Gobron Brillie            | Nizza                 | 152,501  |                                                                             |
| 1904.                | Baras                       | Darracq                   | Montgeron             | 168,188  |                                                                             |
| 1905.                | Victor Hémery               | Darracq                   | Aries-Salon           | 175,422  |                                                                             |
| 1906. január 26.     | Fred Mariott                | Stanley Rocket            | Ormond Beach          | 205,44   | A korabeli vasúti sebességnél gyorsabb                                      |
| 1910.                | Oldfield                    | Benz                      | Daytona Beach         | 211,500  |                                                                             |
| 1924. július 12.     | Ernest Eldridge             | Fiat Mephistopheles       | Arpajon               | 234,98   |                                                                             |
| 1924. szeptember 25. | Malcolm Campbell            | Sunbeam                   | Pendine Sands         | 235,217  | 350 LE 18,3 literes V 12                                                    |
| 1925.                | Malcolm Campbell            | Sunbeam                   | Pendine Sands         | 242,800  |                                                                             |
| 1926.                | J. G. Parry Thomas          | Thomas-Special            | Pendine Sands         | 272,458  |                                                                             |
| 1926.                | J. G. Parry Thomas          | Thomas-Special            | Pendine Sands         | 275,229  |                                                                             |
| 1926.                | Malcolm Campbell            | Napier-Campbell           | Pendine Sands         | 281,447  |                                                                             |
| 1927. március 29.    | Henry Segrave               | Sunbeam-Mystery           | Daytona Beach         | 327,981  | 900 LE, két repülőmotorral                                                  |
| 1928. február 19.    | Malcolm Campbell            | Blue Bird (Kékmadár)      | Daytona Beach         | 333,062  |                                                                             |
| 1928. április 22.    | Ray Keech                   | Triplex Special           | Daytona Beach         | 334,007  | 3 motoros                                                                   |
| 1929. március 11.    | Henry Segrave               | Golden Arrow (Arany Nyíl) | Daytona Beach         | 372,459  | 930 LE-s Napier repülőgépmotor                                              |
| 1931. február 5.     | Malcolm Campbell            | Blue Bird                 | Vernauk Pan           | 396,025  |                                                                             |
| 1932.                | Malcolm Campbell            | Blue Bird                 | Bonneville Salt Flats | 408,625  |                                                                             |
| 1933.                | Malcolm Campbell            | Rolls-Royce Campbell      | Daytona Beach         | 437,911  |                                                                             |
| 1935. március 7.     | Malcolm Campbell            | Blue Bird                 | Bonneville Salt Flats | 445,472  |                                                                             |
| 1935.                | Malcolm Campbell            | Blue Bird                 | Bonneville Salt Flats | 484,617  |                                                                             |
| 1937. november 19.   | George Eyston               | Thunderbolt               | Bonneville Salt Flats | 502,432  | 2 Rolls-Royce hajtóműves                                                    |
| 1938. augusztus 27.  | George Eyston               | Thunderbolt               | Bonneville Salt Flats | 556,012  |                                                                             |
| 1938. szeptember 15. | John Cobb                   | Railton                   | Bonneville Salt Flats | 563,566  |                                                                             |
| 1938. szeptember 16. | George Eyston               | Thunderbolt               | Bonneville Salt Flats | 575,314  |                                                                             |
| 1939. augusztus 23.  | John Cobb                   | Railton Special           | Bonneville Salt Flats | 594,04   |                                                                             |
| 1947. szeptember 16. | John Cobb                   | Railton Mobil Special     | Bonneville Salt Flats | 634,397  |                                                                             |
| 1964.                | Craig Breedlove             | Spirit of America         | Bonneville Salt Flats | 655,151  | Mivel háromkerekű volt, motorkerékpár gyorsasági csúcsként tartják nyilván. |
| 1964. július 27.     | Donald Campbell             | Bluebird CN 7             | Lake Eyre             | 648,73   | turbó feltöltős                                                             |
| 1964. október 5.     | Art Arfons                  | Green Monster             | Bonneville Salt Flats | 698,756  |                                                                             |
| 1965. november 2.    | Craig Breedlove             | Spirit of America-Sonic 1 | Bonneville Salt Flats | 893,966  |                                                                             |
| 1965. november 15.   | Craig Breedlove             | Spirit of America-Sonic 1 | Bonneville Salt Flats | 955,950  |                                                                             |
| 1970. október 28.    | Gary Gabelich               | Blue Fame                 | Bonneville Salt Flats | 1014,500 | Háromkerekű, tolósugár hajtású                                              |
| 1983. október 4.     | John Noble                  | Thrust-2                  | Black Rock Desert     | 1019,470 |                                                                             |
| 1997. szeptember 25. | Andy Green                  | Thrust-SSC                | Black Rock Desert     | 1149,303 |                                                                             |
| 1997. október 15.    | Andy Green                  | Thrust-SSC                | Black Rock Desert     | 1227,986 |                                                                             |